# Connected and Respected
Connected and Respected è un album dei rapper statunitensi E-40 e B-Legit, pubblicato nel 2018.
| Recensione | Giudizio |
| ---------- | -------- |
| Pitchfork  | [ 2 ]    |
| HipHopDX   | [ 3 ]    |

## Tracce
1. Life Lessons (featuring Stressmatic) – 2:55 – DecadeZ
2. Straight Like That (featuring Ocky) – 3:20 – DecadeZ
3. Boy (featuring P-Lo) – 3:41 – P-Lo
4. Guilty By Association – 4:18 – Tone Bone
5. Carpal Tunnel – 3:30 – Shonuff
6. Stompdown (Skit 1) – 0:20
7. Meet the Dealers (featuring Stressmatic) – 3:48 – JPZ
8. Get It On My Own (featuring Ocky) – 3:34 – Traxamillion
9. Up Against It – 3:42 – M.A. Da Pilot
10. Fsho (featuring JT the 4th) – 2:18 – Fre$h On the Beat
11. Whooped (featuring DecadeZ) – 3:04 – DecadeZ
12. Tap In (featuring Uncle Murda) – 3:16 – Myles William, 12 Keyz, Statz
13. You Ah Lie (featuring 4rAx) – 4:30 – The Mekanix
14. Need to Know (featuring Rexx Life Raj) – 3:04 – Cal-A
15. Stompdown (Skit 2) – 0:25
16. Bare – 2:22 – Reece Beats
17. Barbershop (featuring Stressmatic) – 3:36 – Reece Beats
18. Blame It (featuring The Click) – 2:26 – The Mekanix
19. So High (featuring Prohoezak) – 3:33 – ProHoeZak

## Classifiche

### Classifiche settimanali
| Classifica (2018)         | Posizione massima |
| ------------------------- | ----------------- |
| Stati Uniti               | 103               |
| US Independent Albums     | 6                 |
| US Top R&B/Hip-Hop Albums | 50                |